# ケイト・ボスワース
ケイト・ボスワース（Kate Bosworth、本名：キャサリン・アン・ボスワース、Catherine Ann Bosworth、1983年1月2日 - ）は、アメリカ合衆国の女優。

## 来歴

### 生い立ち
カリフォルニア州ロサンゼルスにて生まれる。父親のハル・ボスワースはタルボットの元社員、母親のパトリシア（旧姓ポター）は主婦。一人っ子である。虹彩異色症であり、右目がハシバミ色、左目が青色の瞳を持つ。父親の仕事の関係で6歳からサンフランシスコで、9歳からコネチカット州で、14歳からはマサチューセッツ州コハセットで過ごす。
子供のころから乗馬をやっており、14歳の時に乗馬の大会で優勝する。2001年にコハセット市内の高校を卒業。

### キャリア

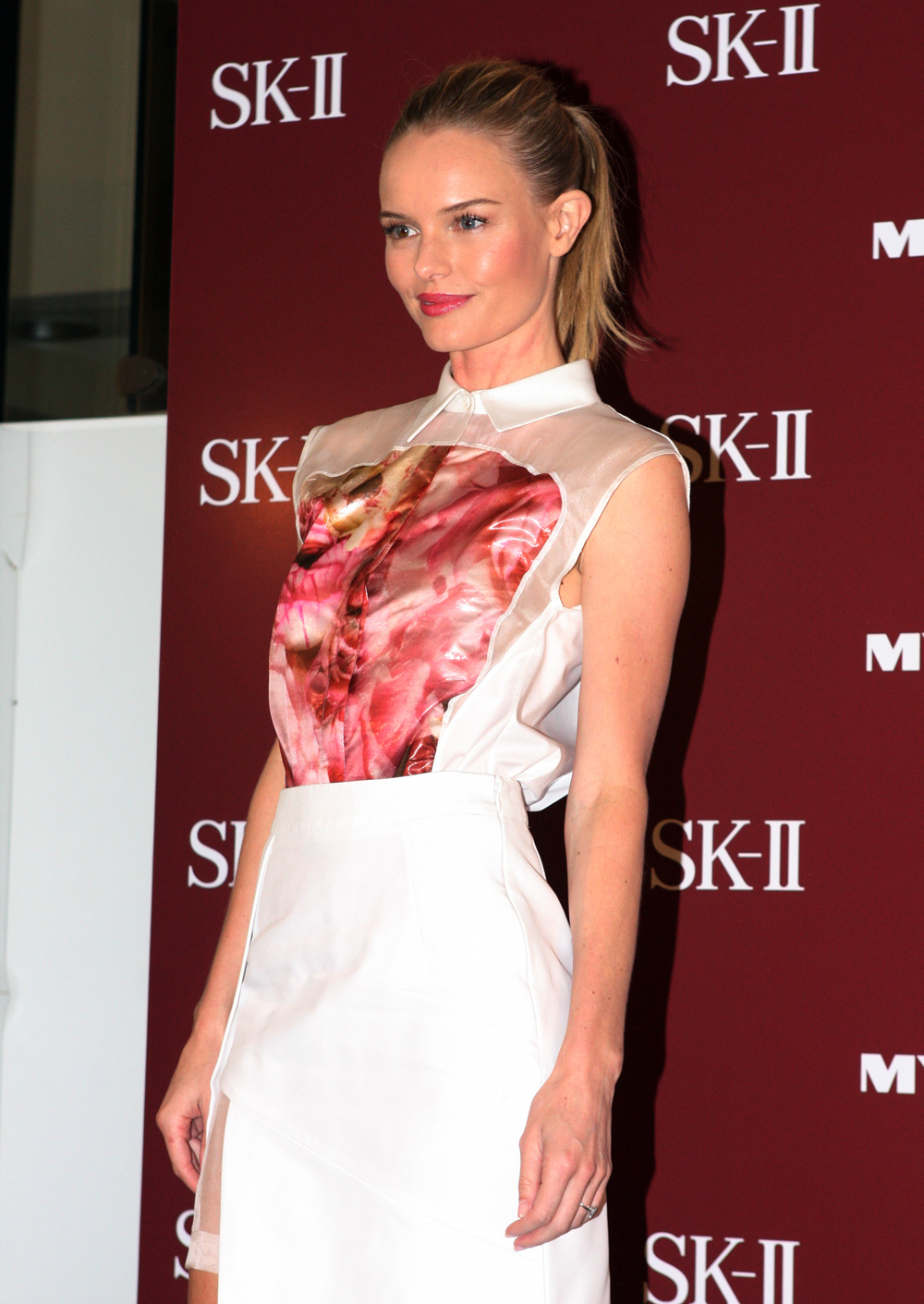
2012年撮影

1998年にオーディションに合格して、映画『モンタナの風に抱かれて』でデビュー。2002年公開の『ブルークラッシュ』では運動神経を生かしてサーフィンの大会に挑む少女を演じ、同作品で初主演を果たす。この作品が4000万ドルを超えるヒットとなり、一躍ハリウッド期待の若手女優となる。
2004年公開の『ビヨンド the シー 夢見るように歌えば』では往年の女優サンドラ・ディーを演じ、高い評価を得た。2006年公開の『スーパーマン リターンズ』ではヒロインを演じた。
俳優以外の活動では2008年からカルバン･クライン・ジーンズの広告塔に起用されている。またコーチのアジア向けのスポークスマンをしている。

### 私生活
プリンストン大学の入学許可を得ているが、俳優業を優先するために入学を延期している。
おしゃれな事で有名でファッション・センスに定評がある。その高い美意識が、大手ブランド・メーカーの広告塔起用に一役買っている。
全くと言っていいほどボーイ・フレンドが切れたことがなく2000年から2002年まで『Young Americans』で共演したマット・ズークリーと、2002年8月から12月までイアン・サマーホルダーと、2003年から2006年まで（別れたりくっついたりしながら）オーランド・ブルームと、2006年から2009年までジェームズ・ルソーと、2009年から2011年までアレクサンダー・スカルスガルドと交際歴がある。
2011年から交際を始めたマイケル・ポーリッシュと2013年に結婚した。2021年8月、ポーリッシュとの別居を発表した。
猫を二匹（Louise、Dusty）、犬を一匹（Lila）飼っている。
2023年4月、ジャスティン・ロングとの婚約を発表した。

## 主な出演作品

### 映画
| 公開年 | 邦題 原題                                                     | 役名                         | 備考                                                                    |
| ------ | ------------------------------------------------------------- | ---------------------------- | ----------------------------------------------------------------------- |
| 1998   | モンタナの風に抱かれて The Horse Whisperer                    | ジュディス                   |                                                                         |
| 2000   | タイタンズを忘れない Remember the Titans                      | エマ・ホイット               |                                                                         |
| 2000   | The Newcomers                                                 | コートニー・ドカティ         | オリジナルビデオ                                                        |
| 2002   | ブルークラッシュ Blue Crush                                   | アン・マリー・チャドウィック | MTVムービー・アワード ブレイクスルー演技賞受賞                          |
| 2002   | ルールズ・オブ・アトラクション The Rules of Attraction        | ケリー                       |                                                                         |
| 2003   | ワンダーランド Wonderland                                     | ドーン・シラー               |                                                                         |
| 2003   | Advantage Hart                                                | トリニティ・モンタージュ     | 短編映画                                                                |
| 2004   | アイドルとデートする方法 Win a Date with Tad Hamilton!        | ロザリー・ファッチ           | サターン主演女優賞コメディ部門ノミネート                                |
| 2004   | ビヨンド the シー 夢見るように歌えば Beyond the Sea           | サンドラ・ディー             |                                                                         |
| 2005   | 綴り字のシーズン Bee Season                                   | チャーリ                     |                                                                         |
| 2006   | スーパーマン リターンズ Superman Returns                      | ロイス・レイン               | サターン主演女優賞ノミネート ゴールデンラズベリー賞最低女優賞ノミネート |
| 2007   | ミッシング 〜消された記憶〜 The Girl In The Park              | ルイーズ                     |                                                                         |
| 2008   | ラスベガスをぶっつぶせ 21                                     | ジル・テイラー               | ティーン・チョイス・アワードドラマ部門ノミネート                        |
| 2010   | 決闘の大地で The Warrior's Way                                | リン                         |                                                                         |
| 2011   | アナザー・ハッピー・デイ ふぞろいな家族たち Another Happy Day | アリス                       |                                                                         |
| 2011   | わらの犬 Straw Dogs                                           | エイミー                     |                                                                         |
| 2012   | ラブ・アフェア 年下の彼 And While We Were Here                | ジェーン                     |                                                                         |
| 2013   | Big Sur                                                       | ビリー                       |                                                                         |
| 2013   | ムービー43 Movie 43                                           | アーリーン                   |                                                                         |
| 2013   | バトルフロント Homefront                                      | キャシー・ボデイン           |                                                                         |
| 2014   | アリスのままで Still Alice                                    | 長女アナ                     |                                                                         |
| 2014   | パーフェクト・メモリー Amnesiac                               | ヒラリー                     | 兼製作総指揮                                                            |
| 2015   | きみが還る場所 90 Minutes in Heaven                           | エヴァ・パイパー             |                                                                         |
| 2015   | アルティメット・サイクロン Life on the Line                   | ベイリー                     |                                                                         |
| 2015   | タイム・トゥ・ラン Heist                                      | シドニー                     |                                                                         |
| 2016   | ソムニア -悪夢の少年- Before I Wake                           | ジェシー                     |                                                                         |
| 2017   | Nona                                                          | 刑事                         |                                                                         |
| 2018   | ザ・ドメスティックス The Domestics                            | ニーナ・ウェスト             |                                                                         |
| 2019   | The Devil Has a Name                                          | Gigi Cutler                  |                                                                         |
| 2020   | リーサル・ストーム Force of Nature                            | トロイ                       |                                                                         |

### テレビドラマ
| 放送年    | 邦題 原題                                         | 役名                     | 備考                                 |
| --------- | ------------------------------------------------- | ------------------------ | ------------------------------------ |
| 1997      | 7th Heaven                                        | 学生                     | The WB                               |
| 2000      | Young Americans                                   | ベラ・ハンクス           | The WB                               |
| 2015-2016 | アート・オブ・モア 美と欲望の果て The Art of More | ロクサーナ・ホイットマン | Sony Crackle                         |
| 2017      | SS-GB                                             | バーバラ・バーガ         | BBC One                              |
| 2017      | ロング・ロード・ホーム The Long Road Home         | ジーナ・デノミー         | ナショナルジオグラフィックチャンネル |
| 2019      | I-Land 戦慄の島 The I-Land                        | KC                       | Netflix 兼製作                       |

### ミュージック・ビデオ
| 年   | 曲                      | アーティスト         | 備考                           |
| ---- | ----------------------- | -------------------- | ------------------------------ |
| 2002 | If I Could Fall in Love | レニー・クラヴィッツ | 『ブルークラッシュ』のテーマ曲 |